# Thủ tướng Litva
Thủ tướng Litva (tiếng Litva: Ministras Pirmininkas, dịch theo nghĩa đen là Bộ trưởng Chủ tịch) là người đứng đầu chính phủ Cộng hòa Litva. Thủ tướng là người đứng đầu chính phủ của Litva và được Tổng thống Litva bổ nhiệm với sự đồng ý của quốc hội Litva, Seimas. Chức vụ Thủ tướng hiện đại được thành lập vào năm 1990, trong thời kỳ hỗn loạn xung quanh sự sụp đổ của Liên Xô, mặc dù chức danh chính thức là "Chủ tịch Hội đồng Bộ trưởng" cho đến ngày 25 tháng 11 năm 1992.
Trong lịch sử, chức danh Thủ tướng cũng được sử dụng từ năm 1918 đến 1940. Đó là vào thời Cộng hòa Litva ban đầu, tồn tại từ sự sụp đổ của Đế quốc Nga cho đến khi Liên Xô sáp nhập.

## Danh sách Thủ tướng Litva

### Cộng hòa Litva (1918 – 1940)
Danh sách các đảng phái chính trị:       Đảng Dân tộc Tiến bộ (TPP)       Liên minh Nông dân (VS)       Đảng Dân chủ Thiên chúa giáo Litva (LKDP)       Liên minh Nhân dân và Nông dân Litva (LVLS)       Đảng Liên hợp Nông dân (ŪS)       Liên minh Dân tộc Litva (LTS)       Không đảng phái
| Tên (Sinh – mất)                    | Chân dung   | Nhiệm kỳ làm việc (Thời gian làm việc)                      | Đảng phái chính trị | Đảng phái chính trị                         |
| ----------------------------------- | ----------- | ----------------------------------------------------------- | ------------------- | ------------------------------------------- |
| Augustinas Voldemaras (1883 – 1942) | không khung | 11 tháng 11 – 26 tháng 12 năm 1918 (45 ngày)                |                     | Đảng Dân tộc Tiến bộ (TPP)                  |
| Mykolas Sleževičius (1882 – 1939)   | không khung | 26 tháng 12 năm 1918 – 11 tháng 3 năm 1919 (75 ngày)        |                     | Liên minh Nông dân (VS)                     |
| Pranas Dovydaitis (1886 – 1942)     | không khung | 12 tháng 3 năm 1919 – 12 tháng 4 năm 1919 (31 ngày)         |                     | Đảng Dân chủ Thiên chúa giáo Litva (LKDP)   |
| Mykolas Sleževičius (1882 – 1939)   | không khung | 12 tháng 4 năm 1919 – 6 tháng 10 năm 1919 (177 ngày)        |                     | Liên minh Nông dân (VS)                     |
| Ernestas Galvanauskas (1882 – 1967) | không khung | 6 tháng 10 năm 1919 – 15 tháng 6 năm 1920 (253 ngày)        |                     | Không đảng phái                             |
| Kazys Grinius (1866 – 1950)         | không khung | 19 tháng 6 năm 1920 – 2 tháng 2 năm 1922 (1 năm, 228 ngày)  |                     | Liên minh Nhân dân và Nông dân Litva (LVLS) |
| Ernestas Galvanauskas (1882 – 1967) | không khung | 2 tháng 2 năm 1922 – 17 tháng 6 năm 1924 (2 năm, 138 ngày)  |                     | Không đảng phái                             |
| Antanas Tumėnas (1880 – 1947)       |             | 18 tháng 6 năm 1924 – 4 tháng 2 năm 1925 (231 ngày)         |                     | Đảng Dân chủ Thiên chúa giáo Litva (LKDP)   |
| Vytautas Petrulis (1890 – 1942)     | không khung | 4 tháng 2 – 25 tháng 9 năm 1925 (1 năm, 233 ngày)           |                     | Đảng Liên hợp Nông dân (ŪS)                 |
| Leonas Bistras (1890 – 1947)        | không khung | 25 tháng 9 năm 1925 – 15 tháng 6 năm 1926 (263 ngày)        |                     | Đảng Dân chủ Thiên chúa giáo Litva (LKDP)   |
| Mykolas Sleževičius (1882 – 1939)   | không khung | 15 tháng 6 năm 1926 – 17 tháng 12 năm 1926 (185 ngày)       |                     | Liên minh Nhân dân và Nông dân Litva (LVLS) |
| Augustinas Voldemaras (1883 – 1942) | không khung | 17 tháng 12 năm 1926 – 19 tháng 9 năm 1929 (185 ngày)       |                     | Liên minh Dân tộc Litva (LTS)               |
| Juozas Tūbelis (1883 – 1942)        | không khung | 23 tháng 9 năm 1929 – 24 tháng 3 năm 1938 (8 năm, 182 ngày) |                     | Liên minh Dân tộc Litva (LTS)               |
| Vladas Mironas (1880 – 1953)        | không khung | 24 tháng 3 năm 1938 – 28 tháng 3 năm 1939 (1 năm, 4 ngày)   |                     | Liên minh Dân tộc Litva (LTS)               |
| Jonas Černius (1898 – 1977)         | không khung | 28 tháng 3 năm 1939 – 21 tháng 11 năm 1939 (238 ngày)       |                     | Liên minh Dân tộc Litva (LTS)               |
| Antanas Merkys (1887 – 1955)        | không khung | 21 tháng 11 năm 1939 – 17 tháng 6 năm 1940 (209 ngày)       |                     | Liên minh Dân tộc Litva (LTS)               |

Theo tối hậu thư tháng 6 năm 1940, quân đội Liên Xô tiến vào Litva, buộc tổng thống Antanas Smetona phải tháo chạy khỏi đất nước. Antanas Merkys, người được bổ nhiệm làm Tổng thống tạm quyền theo hiến pháp, sớm tuyên bố mình là Tổng thống vĩnh viễn, theo đó là việc bổ nhiệm Justas Paleckis, người được chính quyền Liên Xô ưa thích, làm Thủ tướng đứng đầu "chính phủ nhân dân". Merkys sớm từ nhiệm chức vụ Tổng thống và Paleckis được phép lên nắm chức vụ quyền Tống thống. Nhiệm kỳ tổng thống của Merkys không được công nhận trong lịch sử Litva hiện đại, trong khi đó Paleckis cũng không được liệt kê là Thủ tướng tạm quyền trong thời kỳ Litva nằm giữa hai thế chiến trong các nguồn chính phủ.
| Tên (Sinh – mất)             | Chân dung   | Nhiệm kỳ làm việc (Thời gian làm việc)             |
| ---------------------------- | ----------- | -------------------------------------------------- |
| Antanas Merkys (1899 – 1980) | không khung | 17 tháng 6 năm 1940 – 24 tháng 6 năm 1940 (7 ngày) |

### Cộng hòa Xã hội chủ nghĩa Xô viết Litva (1940 – 1990)
Danh sách đảng phái chính trị:       Đảng Cộng sản Litva
| Tên (Sinh – mất)                   | Nhiệm kỳ làm việc (Thời gian làm việc)                       | Đảng phái chính trị      | Đảng phái chính trị      |
| Chủ tịch Hội đồng Dân ủy           | Chủ tịch Hội đồng Dân ủy                                     | Chủ tịch Hội đồng Dân ủy | Chủ tịch Hội đồng Dân ủy |
| ---------------------------------- | ------------------------------------------------------------ | ------------------------ | ------------------------ |
| Mečislovas Gedvilas (1901 – 1981)  | 25 tháng 8 năm 1940 – 2 tháng 4 năm 1946 (5 năm, 220 ngày)   |                          | Đảng Cộng sản Litva      |
| Chủ tịch Hội đồng Bộ trưởng        |                                                              |                          |                          |
| Mečislovas Gedvilas (1901 – 1981)  | 2 tháng 4 năm 1946 – 16 tháng 1 năm 1956 (9 năm, 289 ngày)   |                          | Đảng Cộng sản Litva      |
| Motiejus Šumauskas (1905 – 1982)   | 16 tháng 1 năm 1956 – 14 tháng 4 năm 1967 (9 năm, 289 ngày)  |                          | Đảng Cộng sản Litva      |
| Juozas Maniušis (1910 – 1987)      | 14 tháng 4 năm 1967 – 16 tháng 1 năm 1981 (14 năm, 2 ngày)   |                          | Đảng Cộng sản Litva      |
| Ringaudas Songaila (1929 – 2019)   | 16 tháng 1 năm 1981 – 18 tháng 11 năm 1985 (4 năm, 306 ngày) |                          | Đảng Cộng sản Litva      |
| Vytautas Sakalauskas (1933 – 2001) | 18 tháng 11 năm 1985 – 17 tháng 3 năm 1990 (4 năm, 119 ngày) |                          | Đảng Cộng sản Litva      |

### Chính phủ Lâm thời Litva (141)
| Tên (Sinh – mất)                   | Chân dung   | Nhiệm kỳ làm việc (Thời gian làm việc)   |
| ---------------------------------- | ----------- | ---------------------------------------- |
| Juozas Ambrazevičius (1903 – 1970) | không khung | 23 tháng 6 năm 1941 – 5 tháng 8 năm 1941 |

### Cộng hòa Litva (1990 – nay)
Chức vụ Thủ tướng Litva được thiết lập lại sau việc thông qua Đạo luật tái lập Nhà nước Litva vào ngày 11 tháng 3 năm 1990.
Danh sách các đảng phái và liên minh chính trị:       Sąjūdis       LDDP       TS / TS-LKD       LLS       LSDP       LVŽS
| Tên (Sinh – mất)                              | Chân dung   | Nhiệm kỳ làm việc    | Nhiệm kỳ làm việc    | Nhiệm kỳ làm việc   | Đảng phái chính trị                                                                           | Đảng phái chính trị                                                                   | Nội các | Seimas                                   | Nguyên thủ Quốc gia |
| Tên (Sinh – mất)                              | Chân dung   | Nhận nhiệm sở        | Rời nhiệm sở         | Thời gian tại nhiệm | Đảng phái chính trị                                                                           | Đảng phái chính trị                                                                   | Nội các | Seimas                                   | Nguyên thủ Quốc gia |
| --------------------------------------------- | ----------- | -------------------- | -------------------- | ------------------- | --------------------------------------------------------------------------------------------- | ------------------------------------------------------------------------------------- | --- | ---------------------------------------- | --- |
| Kazimira Danutė Prunskienė (1899 – 1980)      | không khung | 17 tháng 3 năm 1990  | 10 tháng 1 năm 1991  | 1 năm, 238 ngày     |                                                                                               | Không đảng phái (Liên kết với đảng Sąjūdis)                                           | Prunskienė (Sąjūdis) | Hội đồng Tối cao – Seimas Tái lập (1990) | Vytautas Landsbergis · Tập tin:Chairman of the Lithuanian Supreme Council – Reconstituent Seimas – Vytautas Landsbergis' visit to the United States. Meeting with the U.S. President George Bush. Washington, U.S., December 10, 1990 (cropped).jpg · (1990 – 1992) |
| Albertas Šimėnas (sinh 1950)                  |             | 10 tháng 1 năm 1991  | 13 tháng 1 năm 1991  | 3 ngày              |                                                                                               | Không đảng phái (Liên kết với đảng Sąjūdis)                                           | Šimėnas (Sąjūdis) | Hội đồng Tối cao – Seimas Tái lập (1990) | Vytautas Landsbergis · Tập tin:Chairman of the Lithuanian Supreme Council – Reconstituent Seimas – Vytautas Landsbergis' visit to the United States. Meeting with the U.S. President George Bush. Washington, U.S., December 10, 1990 (cropped).jpg · (1990 – 1992) |
| Gediminas Vagnorius (sinh 1957)               | không khung | 13 tháng 1 năm 1991  | 21 tháng 7 năm 1992  | 1 năm, 190 ngày     |                                                                                               | Không đảng phái (Liên kết với đảng Sąjūdis)                                           | Vagnorius I (Sąjūdis) | Hội đồng Tối cao – Seimas Tái lập (1990) | Vytautas Landsbergis · Tập tin:Chairman of the Lithuanian Supreme Council – Reconstituent Seimas – Vytautas Landsbergis' visit to the United States. Meeting with the U.S. President George Bush. Washington, U.S., December 10, 1990 (cropped).jpg · (1990 – 1992) |
| Aleksandras Algirdas Abišala (sinh 1955)      | không khung | 21 tháng 7 năm 1992  | 12 tháng 12 năm 1992 | 128 ngày            |                                                                                               | Không đảng phái (Liên kết với đảng Sąjūdis)                                           | Abišala (Sąjūdis) | Hội đồng Tối cao – Seimas Tái lập (1990) | Vytautas Landsbergis · Tập tin:Chairman of the Lithuanian Supreme Council – Reconstituent Seimas – Vytautas Landsbergis' visit to the United States. Meeting with the U.S. President George Bush. Washington, U.S., December 10, 1990 (cropped).jpg · (1990 – 1992) |
| Bronislovas Lubys (1938 – 2001)               | không khung | 12 tháng 12 năm 1992 | 10 tháng 3 năm 1993  | 88 ngày             |                                                                                               | Không đảng phái (Liên kết với đảng Đảng Dân chủ Lao động)                             | Lubys (LDDP) | 6 (1992)                                 | Algirdas Brazauskas (1992 – 1998) |
| Adolfas Šleževičius (sinh 1948)               |             | 10 tháng 3 năm 1993  | 8 tháng 2 năm 1996   | 2 năm, 335 ngày     |                                                                                               | Đảng Dân chủ Lao động (LDDP)                                                          | Šleževičius (LDDP) | 6 (1992)                                 | Algirdas Brazauskas (1992 – 1998) |
| Laurynas Mindaugas Stankevičius (1948 – 2017) |             | 23 tháng 2 năm 1996  | 19 tháng 11 năm 1996 | 270 ngày            |                                                                                               | Đảng Dân chủ Lao động (LDDP)                                                          | Stankevičius (LDDP) | 6 (1992)                                 | Algirdas Brazauskas (1992 – 1998) |
| Gediminas Vagnorius (sinh 1957)               | không khung | 4 tháng 12 năm 1996  | 3 tháng 5 năm 1999   | 2 năm, 150 ngày     |                                                                                               | Liên minh Tổ quốc (Bảo thủ) (TS)                                                      | Vagnorius II (TS – LDDP; liên kết và hỗ trợ bởi LCS) | 7 (1996)                                 | Algirdas Brazauskas (1992 – 1998) |
| Irena Degutienė (tạm quyền) (sinh 1949)       | không khung | 4 tháng 5 năm 1999   | 18 tháng 5 năm 1999  | 14 ngày             |                                                                                               | Liên minh Tổ quốc (Bảo thủ) (TS)                                                      | Vagnorius II (TS – LDDP; liên kết và hỗ trợ bởi LCS) | 7 (1996)                                 | Algirdas Brazauskas (1992 – 1998) |
| Rolandas Paksas (sinh 1956)                   | không khung | 18 tháng 5 năm 1999  | 27 tháng 10 năm 1999 | 162 ngày            |                                                                                               | Liên minh Tổ quốc (Bảo thủ) (TS)                                                      | Paksas I (TS – LDDP; liên kết và hỗ trợ bởi LCS) | 7 (1996)                                 | Valdas Adamkus (1998 – 2003) |
| Irena Degutienė (tạm quyền) (sinh 1949)       | không khung | 27 tháng 10 năm 1999 | 3 tháng 11 năm 1999  | 7 ngày              |                                                                                               | Liên minh Tổ quốc (Bảo thủ) (TS)                                                      | Paksas I (TS – LDDP; liên kết và hỗ trợ bởi LCS) | 7 (1996)                                 | Valdas Adamkus (1998 – 2003) |
| Andrius Kubilius (sinh 1956)                  | không khung | 3 tháng 11 năm 1999  | 26 tháng 10 năm 2000 | 1 năm, 23 ngày      |                                                                                               | Liên minh Tổ quốc (Bảo thủ) (TS)                                                      | Kubilius I (TS – LDDP; liên kết và hỗ trợ bởi LCS (1999 – 2000)) | 7 (1996)                                 | Valdas Adamkus (1998 – 2003) |
| Rolandas Paksas (sinh 1956)                   | không khung | 26 tháng 10 năm 2000 | 20 tháng 6 năm 2001  | 237 ngày            |                                                                                               | Liên minh Tự do Litva (LLS)                                                           | Paksas II (LLS – NS – LCS – MKDS – LLRA; liên kết và hỗ trợ bởi VNDS) (2000 – 2001) (LLS – NS – LCS – MKDS – LLRA) (2001) | 8 (2000)                                 | Valdas Adamkus (1998 – 2003) |
| Eugenijus Gentvilas (tạm quyền) (sinh 1960)   | không khung | 20 tháng 6 năm 2001  | 4 tháng 7 năm 2001   | 14 ngày             |                                                                                               | Liên minh Tự do Litva (LLS)                                                           | Paksas II (LLS – NS – LCS – MKDS – LLRA; liên kết và hỗ trợ bởi VNDS) (2000 – 2001) (LLS – NS – LCS – MKDS – LLRA) (2001) | 8 (2000)                                 | Valdas Adamkus (1998 – 2003) |
| Algirdas Brazauskas (1932 – 2010)             | không khung | 3 tháng 7 năm 2001   | 15 tháng 11 năm 2004 | 4 năm, 333 ngày     |                                                                                               | Đảng Dân chủ Xã hội Litva (LSDP)                                                      | Brazauskas I (LSDP – NS) | 8 (2000)                                 | Valdas Adamkus (1998 – 2003) |
| Algirdas Brazauskas (1932 – 2010)             | không khung | 3 tháng 7 năm 2001   | 15 tháng 11 năm 2004 | 4 năm, 333 ngày     | Rolandas Paksas (2003 – 2004)                                                                 | Đảng Dân chủ Xã hội Litva (LSDP)                                                      | Brazauskas I (LSDP – NS) | 8 (2000)                                 | |
| Algirdas Brazauskas (1932 – 2010)             | không khung | 15 tháng 11 năm 2004 | 1 tháng 6 năm 2006   | 4 năm, 333 ngày     | Brazauskas II (LSDP – DP – LVNDS – NS) (2005 – 2006) (LSDP – DP – LVNDS) (2006) (LSDP) (2006) | Đảng Dân chủ Xã hội Litva (LSDP)                                                      | 9 (2004) | Artūras Paulauskas (2004)                | |
| Algirdas Brazauskas (1932 – 2010)             | không khung | 15 tháng 11 năm 2004 | 1 tháng 6 năm 2006   | 4 năm, 333 ngày     | Brazauskas II (LSDP – DP – LVNDS – NS) (2005 – 2006) (LSDP – DP – LVNDS) (2006) (LSDP) (2006) | Đảng Dân chủ Xã hội Litva (LSDP)                                                      | 9 (2004) | Valdas Adamkus (2004 – 2009)             | |
| Zigmantas Balčytis (sinh 1953)                | không khung | 1 tháng 6 năm 2006   | 4 tháng 7 năm 2006   | 33 ngày             | Brazauskas II (LSDP – DP – LVNDS – NS) (2005 – 2006) (LSDP – DP – LVNDS) (2006) (LSDP) (2006) |                                                                                       | 9 (2004) | Valdas Adamkus (2004 – 2009)             | Đảng Dân chủ Xã hội Litva (LSDP) |
| Gediminas Kirkilas (sinh 1951)                | không khung | 4 tháng 7 năm 2006   | 9 tháng 12 năm 2008  | 2 năm, 158 ngày     |                                                                                               | Đảng Dân chủ Xã hội Litva (LSDP)                                                      | 9 (2004) | Valdas Adamkus (2004 – 2009)             | Kirkilas (LSDP – LVNDS – PDP – LiCS) (2006 – 2007) (LSDP; liên kết và hỗ trợ bởi Liên minh Tổ quốc (Phe Bảo thủ Litva)) (LSDP) (2007 – 2008) (LSDP – LVNDS – LiCS – PDP – NS) (2008)                                                                                |
| Andrius Kubilius (sinh 1956)                  | không khung | 9 tháng 12 năm 2008  | 13 tháng 12 năm 2012 | 4 năm, 4 ngày       |                                                                                               | Liên minh Tổ quốc – Dân chủ Thiên chúa giáp Litva (TS-LKD)                            | Kubilius II (TS-LKD – TPP – LRLS – LiCS) (2008 – 2009 và 2010 – 2011) (TS-LKD – TPP – LRLS – LiCS – Nhóm Nghị viện "Một Litva") (2009 – 2010) (TS-LKD – LRLS – LiCS; liên kết và hỗ trợ bởi LVNDS (2010)) (2011 – 2012) | 10 (2008)                                | Dalia Grybauskaitė (2009 – 2019) |
| Algirdas Butkevičius (sinh 1958)              | không khung | 13 tháng 12 năm 2012 | 13 tháng 12 năm 2016 | 4 năm, 0 ngày       |                                                                                               | Đảng Dân chủ Xã hội Litva (LSDP)                                                      | Butkevičius (LSDP – DP – TT – LLRA) (2012 – 2014) (LSDP – DP – TT) (2014 – 2016) | 11 (2012)                                | Dalia Grybauskaitė (2009 – 2019) |
| Saulius Skvernelis (sinh 1970)                | không khung | 13 tháng 12 năm 2016 | 11 tháng 12 năm 2020 | 3 năm, 364 ngày     |                                                                                               | Không đảng phái (Liên kết với đảng Liên minh Xanh - Nông dân Litva)                   | Skvernelis (LVŽS – LSDP) (2016 – 2017) (LVŽS; hỗ trợ và liên kết với Nhóm nghị viện Lao Động Dân chủ Xã hội) (2017 – 2018) (LVŽS – LSDDP; liên kết và hỗ trợ bởi TT) (2018 – 2019) (LVŽS – LSDDP – LLRA-KŠS – TT) (2019) (LVŽS – LSDDP – LLRA-KŠS; hỗ trợ và liên kết với Nhóm nghị viện "Vì Thịnh vượng Litva" (2019 – 2020) và Liên minh Thiên chúa giáo (2020)) (2019 – 2020) | 12 (2016)                                | Dalia Grybauskaitė (2009 – 2019) |
| Ingrida Šimonytė (sinh 1970)                  | không khung | 11 tháng 12 năm 2020 | Đương nhiệm          | 4 năm, 109 ngày     |                                                                                               | Không đảng phái (Liên kết với đảng Liên minh Tổ quốc – Dân chủ Thiên chúa giáp Litva) | Šimonytė (TS-LKD – LRLS – LP) | 13 (2020)                                | Gitanas Nausėda (2019 – ) |